# 대응조치

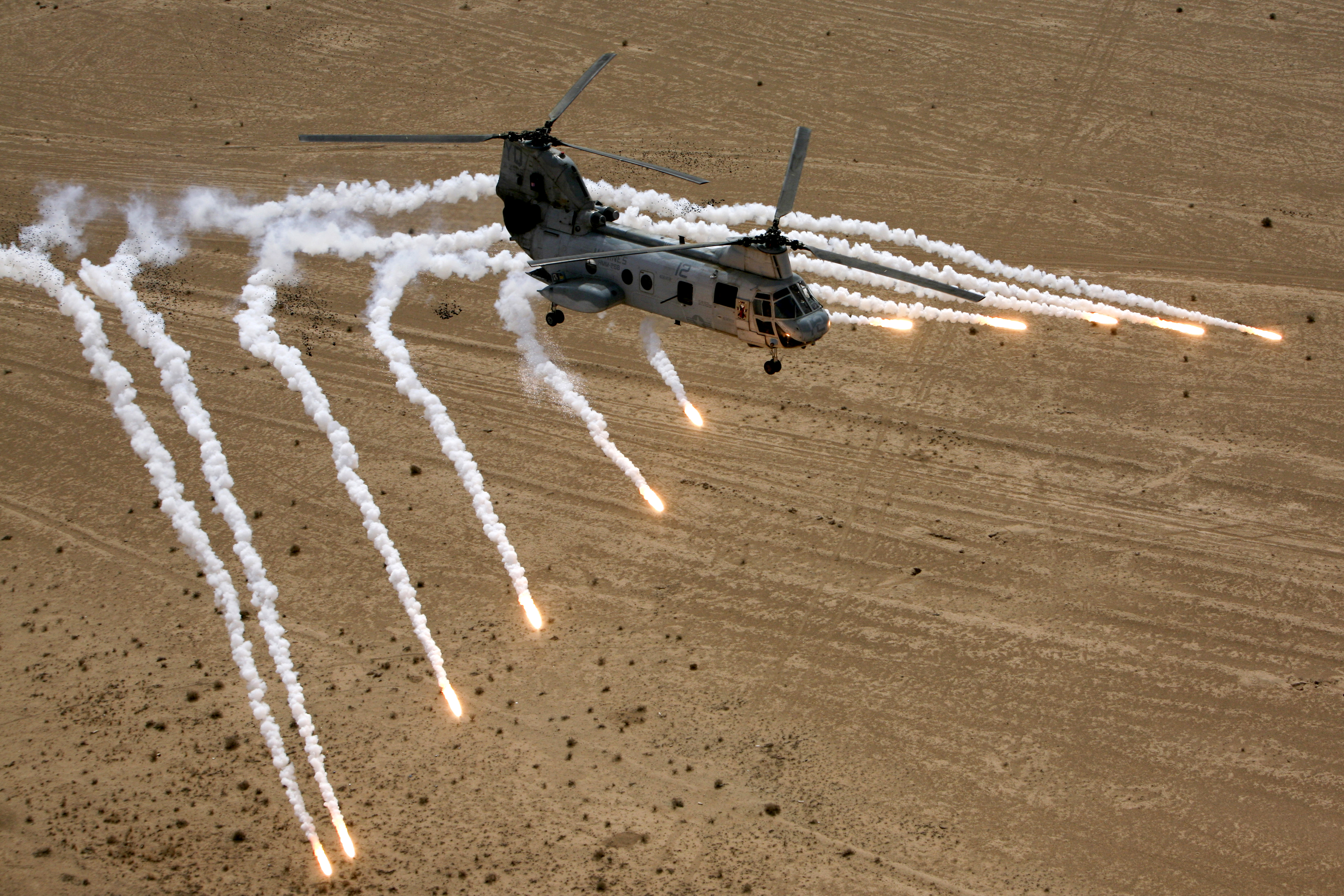
CH-46 씨나이트 헬리콥터

대응조치(對應措置, 영어: countermeasure)는 무언가에 대응을 하기 위한 조치 또는 수단이다. 국제법상으로는 국제법을 위반한 국가에 대해 비무력적으로 행하는 복구를 말한다. 이 용어는 1923년 처음 사용된 것으로 알려져 있다.

## 같이 보기
- 교차보복